# Afrikanskan

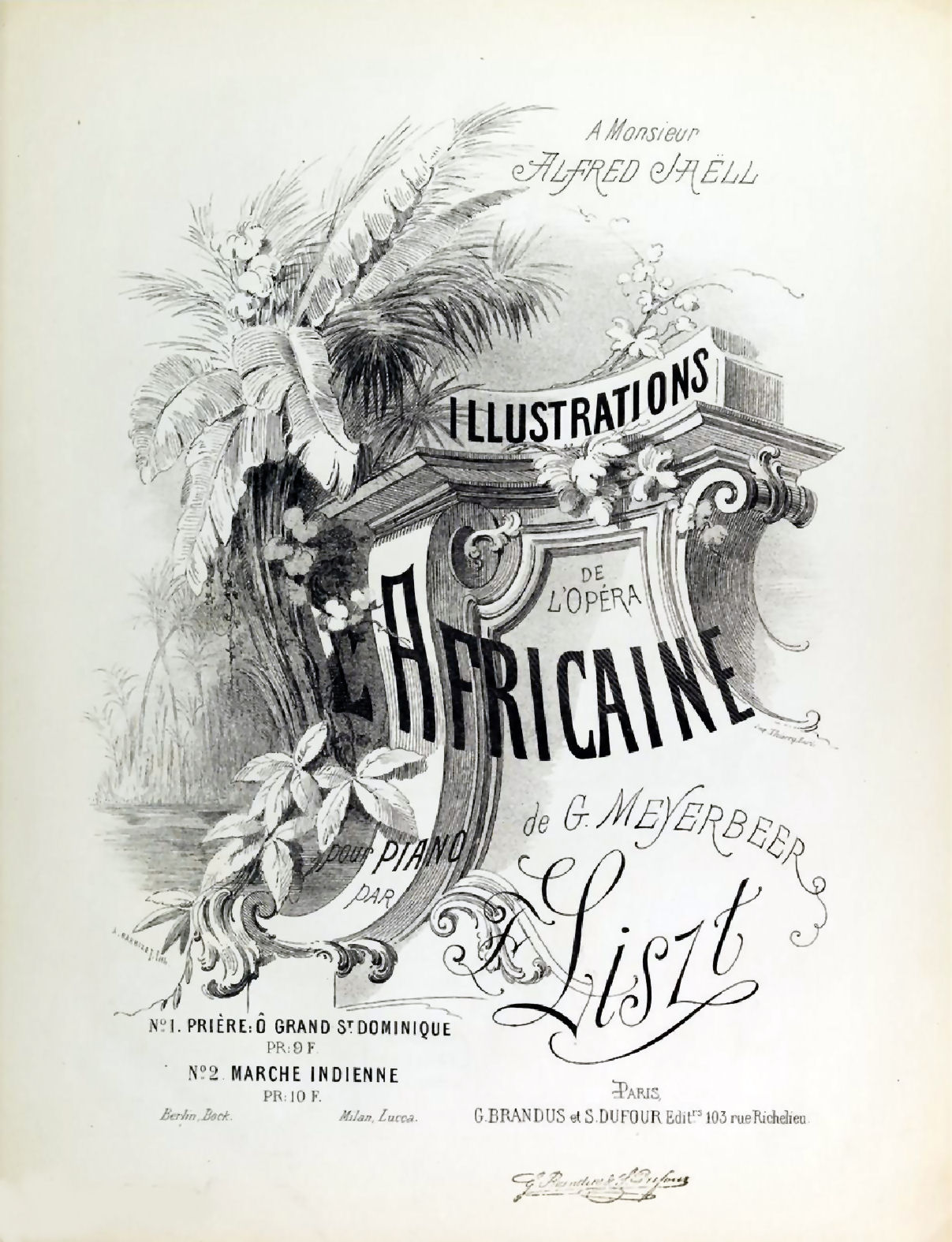

Afrikanskan (franska: L'Africaine) är en "grand opéra" från 1865 i fem akter med musik av Giacomo Meyerbeer och libretto av Eugène Scribe. Meyerbeer och Scribe började arbeta på operan 1837 med titeln L'Africaine, men omkring 1852 ändrade de handlingen så den porträtterade fiktiva händelser hos den portugisiske upptäcktsresande Vasco da Gama och bytte ut titeln mot Vasco de Gama, hans franska namn. Kopieringen av partituret fullbordades dagen före Meyerbeer dog 1864.
Operan hade premiär året därpå på Parisoperan i en version av François-Joseph Fétis, som återinförde den tidigare titeln L'Africaine. Fétis version publicerades och användes regelbundet fram till 2013, då några uppsättningar och inspelningar började använda Meyerbeers titeln Vasco de Gama i uppsättningar med revideringar baserade på det handskrivna partituret. 2018 utgav musikförlaget Ricordi en kritisk utgåva av Meyerbeers manuskript med den titeln.

## Historia
Det första kontraktet mellan Meyerbeer och Scribe skrevs under i maj 1837. Utgångspunkten till historien var dikten "Le Mancenillier" av Charles Hubert Millevoye, i vilken en flicka sitter under ett träd som släpper ut giftiga ångor men räddas av sin älskade. Handlingen bygger också på en oidentifierad tysk saga och pjäsen La Veuve de Malabar av Antoine Lemierre (1770), i vilken en hinduisk flicka älskar en portugisisk sjöman, ett tema som hade behandlats av kompositören Louis Spohr i operan Jessonda.
Cornélie Falcon var ursprungligen tänkt som huvudrollen Sélika, men hon ådrog sig en sjukdom som satte punkt för karriären. Förlusten av Falcon och reservationer angåended librettot fick Meyerbeer att lägga projektet åt sidan sommaren 1838 då han skiftade fokus till förberedelserna till Profeten.
Meyerbeer återupptog arbetet på L'Africaine (den ursprungliga arbetstiteln) 1841 och fullbordade den första skissen och ett klaverutdrag av de två första akterna 1843, då han ännu en gång lade verket åt sidan. Den ursprungliga handlingen utspelades i Spanien under kung Filip III. Huvudpersonen är en sjöofficer vid namn Fernand (baserad på Hernando de Soto), som köper Sélika som slavinna. Under färden till Mexiko i akt III tvingas hans skepp söka skydd vid kusten till Sélikas kungarike i Afrika vid floden Niger.

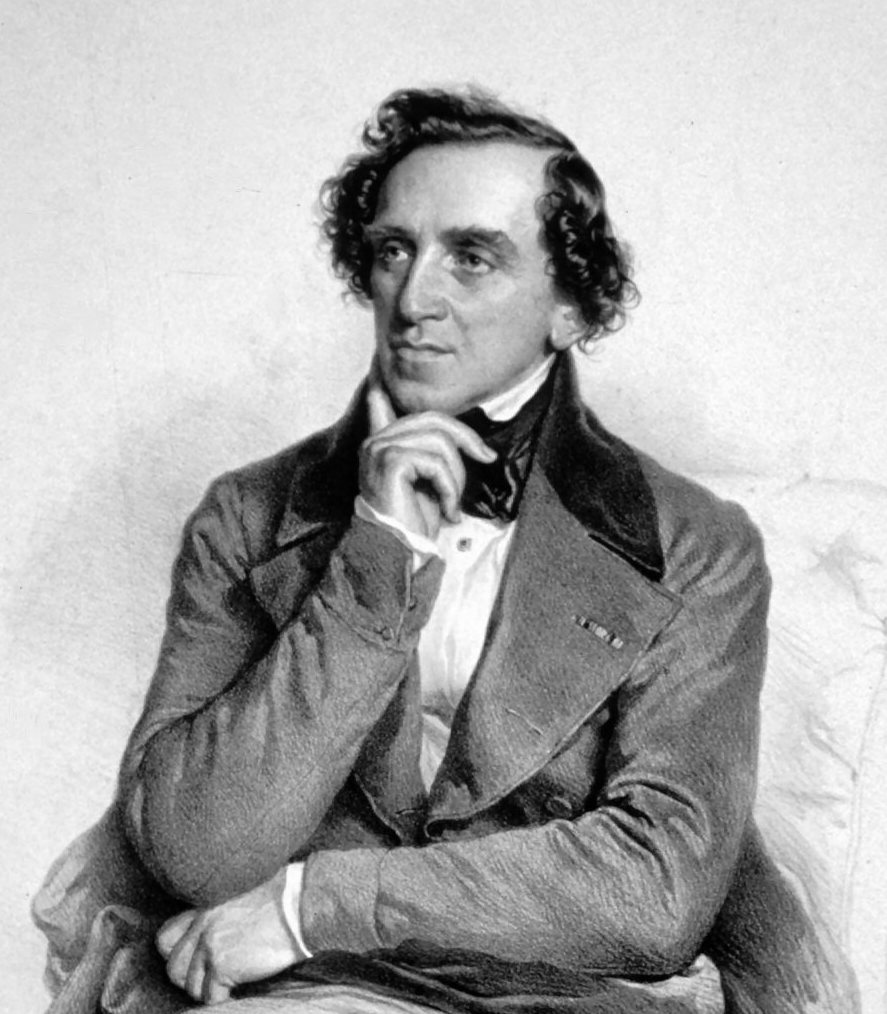
Giacomo Meyerbeer 1847

1851–1852 fortsatte Meyerbeer and Scribe arbetet med librettot. Meyerbeer hade läst en fransk översättning av Luís de Camões Os Lusíadas, en episk dikt som hyllade upptäckten av Vasco da Gamas sjöfärd till Indien. Meyerbeer och Scribe ändrade handlingen i akterna I och II till Lissabon och IV och V till Indien. Huvudpersonen blev Vasco da Gama och titeln ändrades från L'Africaine till Vasco de Gama.
Meyerbeers arbete med L'Étoile du nord och Le Pardon de Ploërmel orsakde ytterligare förseningar, men i september 1855 återvände Meyerbeer till librettot. Han hade tänkt sig sopranen Sophie Cruvelli i rollen som Sélika, men Cruvellis abrupta avsked från scenen i januari 1856 avbröt återigen planerna. Han började komponera musik till Rådsscenen i akt I i Nice (december 1857 – april 1858). Han arbetade nästan oupphörligen med sin opera från mars 1860 till bara några dagar före sin död. Scribe avled den 20 februari 1861, efter vilket Charlotte Birch-Pfeiffer försåg verket med tyska revideringar som översattes till franska av Joseph Duesberg. Meyerbeer själv reviderade Sélikas dödsscen i november och december 1863. Han avled den 2 maj 1864, en dag före fullbordandet av kopieringen av partituret.
Då betydande revideringar och strykningar nästan alltid sker under repetitioner begärde Meyerbeer att operan inte skulle uppföras om han skulle dö innan den var klar. Men Minna Meyerbeer (hans änka) och César-Victor Perrin (Operachef) utsåg François-Joseph Fétis till att redigera musiken till en uppsättning och Mélesville till att redigera llibrettot. Då titeln L'Africaine redan var allmänt bekant för publiken återinsattes den och för att åstadkomma logik med de hinduiska referenserna i librettot ändrades Indien till Madagaskar. Operan förkortades avsevärt vilket gick ut över handlingens innehåll.
Under revideringarna utförda av Fétis (och hans medarbetare Mélesville, Camille Du Locle, Germain Delavigne och Marie-Joseph-François Mahérault) ändrades namnet på rollfiguren Yoriko till Nélusko, namnet på Brahmas överstepräst (Zanguebar) togs bort och stavningen av Sélica ändrades till Sélika. Till den sedvanliga baletten, som Meyerbeer inte hade skrivit, arrangerade Fétis två strukna nummer (Sélikas Vaggsång i akt 2 och sjömännens Ronde bachique i akt 3). Han flyttade också en duett mellan Sélika och Nélusko från finalen av akt 3 till akt 5.
Musikforskaren Robert Letellier har skrivit att Fétis "på det hela åstadkom en acceptabel kompromiss mellan Meyerbeers förmodade artistiska önskningar och framförandets praktiska nödvändigheter", men "återtagandet av den historiska figuren Vasco, liksom skildringen av hindureligionen i akt 4, ledde till nästan obotliga absurditeter i handlingen på grund av ändringarna av platserna i akterna 4 och 5 i librettot (en ö utanför Afrikas kust) och i partituret (en ö i den indiska övärlden)." Gabriela Cruz har publicerat en detaljerad analys av den historiska kontexten i operans handling och operan i sig själv.
Tim Ashley i The Guardian skrev:
Fétis' ändringar bestod mestadels av strykningar och omändringar, vars syfte uppenbarligen var att få ner operans längd till rimlig längd, och att förbättra den narrativa klarheteen, även om handlingen, till och med med operamässig standard, inte är alltför svår... Men Fétis ändringar tonade ner Meyerbeers klarsynta granskning av det komplexa förhållandet mellan kolonial och sexuell utnyttjande. Han förminskar Sélika genom att korta ner eller ta bort scener där hon är bestämd. Och han förskönar hennes självmord, vilket Meyerbeer hade avsett som försvårande. Vi vet inte vilka ändringar Meyerbeer hade planerat: man hoppas att han hade rett ut longörerna i de två första akterna. Men det råder ingen tvekan om att Fétis gjorde honom en stor otjänst.
Den svenska premiären ägde rum på Stockholmsoperan den 29 april 1867 och iscensattes åter med premiär den 4 oktober 1938.

## Uppförandehistorik

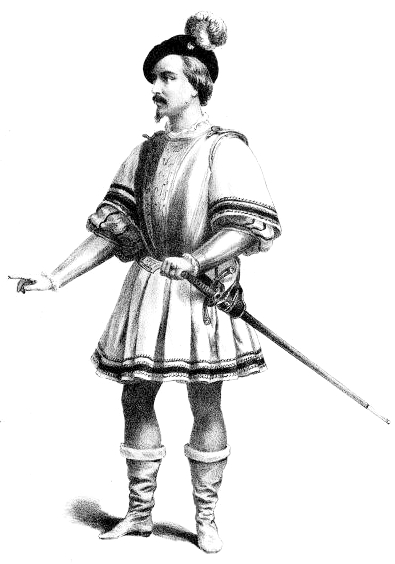
Victor Warot som Don Alvaro

Operan hade premiär den 28 april 1865 på Parisoperan med titeln L'Africaine i Fétis version. Tack vare den långvariga och aldrig tidigare förekomna publiciteten, däribland otaliga rapporter i inhemsk och utländsk press, blev uppsättningen en social och konstnärlig sensation. Premiärföreställningen bevistades av kejsaren Napoleon III och kejsarinnan Eugénie av Frankrike och "försåg societeten i det andra kejsardömet med sin mest upphöjda självbevarelse i termer av en operapremiär". Varje timme telegraferades rapporter om premiären och dess mottagande till andra europeiska huvudstäder. En byst av kompositören, nyligen utförd av Jean-Pierre Dantan, avtäcktes på scenen i slutet av föreställningen och endast ett fåtal kritiska röster hade invändningar mot uppsättningen och Meyerbeer.
L'Africaine var i stort sett det enda verk som spelades på Parisoperan fram till 1 november 1865. Under det första spelåret inbringade den mellan 11 000 och 12 000 francs per föreställning (i grova drag dubbelt upp i motsats till andra verk) och den 100:e föreställningen ägde rum den 9 mars 1866. Den spelades 225 gånger innan den fick nypremiär på den nya operascenen L'Opéra Garnier den 17 december 1877 och nådde 484 föreställningar innan den togs bort från repertoaren den 8 november 1902.
Den sattes upp i Storbritannien med premiär på Covent Garden Theatre i London den 22 juli 1865 och i New York den 1 december 1865. Italienska premiären ägde rum i Bologna 1865 och fyra gånger sattes den upp i Venedig mellan 1868 och 1892. Den framfördes dessutom i Melbourne i juli 1866.
Operan var enormt framgångsrik under 1800-talet, men tillsammans med Meyerbeers övriga operor föll den i nästan total glömska under 1900-talet, förutom några enstaka nyuppsättningar. Plácido Domingo har sjungit den vid minst två tillfällen: en nyuppsättning på War Memorial Opera House i San Francisco med premiär 13 november 1973 tillsammans med Shirley Verrett; och en 1977 i Barcelona med Montserrat Caballé. På 2000-talet har Meyerbeers franska operor återigen hittat fram till uppsättningar i europeiska operahus. För att högtidlighålla 150-årsminnet av Meyerbeers död spelades verket åter på La Fenice i Venedig i november 2013.
2013 iscensattes en version av Jürgen Schläder på Theater Chemnitz med titeln Vasco de Gama. Uppsättningen blev en succé hos publik och kritiker och vann de tyska kritikernas pris för "Årets nyupptäckt" 2013. Den versionen användes också för en uppsättning på Deutsche Oper Berlin i oktober 2015 med Roberto Alagna som Vasco de Gama och Sophie Koch som Sélika. En ny uppsättning av L'Africaine/Vasco de Gama sattes upp på Frankfurtoperan 2018 med Michael Spyres som Vasco de Gama och Claudia Mahnke som Selika.

## Personer
| Roller                                                                  | Röstläge    | Premiärbesättning 28 april 1865 (Dirigent: François George-Hainl) | Svensk premiärbesättning 29 april 1867 (Dirigent: Ludvig Norman) |
| ----------------------------------------------------------------------- | ----------- | ----------------------------------------------------------------- | ---------------------------------------------------------------- |
| Sélika                                                                  | sopran      | Marie Sasse                                                       | Louise Michaëli                                                  |
| Vasco de Gama, en sjöofficer                                            | tenor       | Emilio Naudin                                                     | Leonard Labatt                                                   |
| Inès, dotter till Don Diégo                                             | sopran      | Marie Battu                                                       | Fredrika Stenhammar                                              |
| Nélusko, en slav                                                        | baryton     | Jean-Baptiste Faure                                               | Fritz Arlberg                                                    |
| Don Pédro, president i kungliga rådet                                   | bas         | Belval (Jules-Bernard Gaffiot)                                    | Anders Willman                                                   |
| Don Diégo, en amiral                                                    | bas         | Armand Castelmary                                                 | Rudolf Walin                                                     |
| Anna, Inès förtrogna                                                    | mezzosopran | Leonia Levielly                                                   | Hilma Ellmin                                                     |
| Don Alvaro, rådsmedlem                                                  | tenor       | Victor Warot                                                      | Victor Dahlgren                                                  |
| Storinkvisitorn av Lissabon                                             | bas         | Joseph David                                                      | M. Weiss                                                         |
| Brahmas överstepräst                                                    | bas         | Louis-Henri Obin                                                  | Gustaf Sandström                                                 |
| Rådgivare, sjöofficerare, biskopar, Brahminer, indier, soldater, sjömän |             |                                                                   |                                                                  |

Leonard Labatt som Vasco da Gama 1868
Louise Michaëli som Sélika 1867
Anna Strandberg som Sélika 1881
Signe Hebbe som Sélika 1870
Carl Söderman som Nélusko 1886

## Handling
Operan skildrar fiktiva händelser i upptäcktsresanden Vasco da Gamas liv ('de Gama' i det franska libretto).

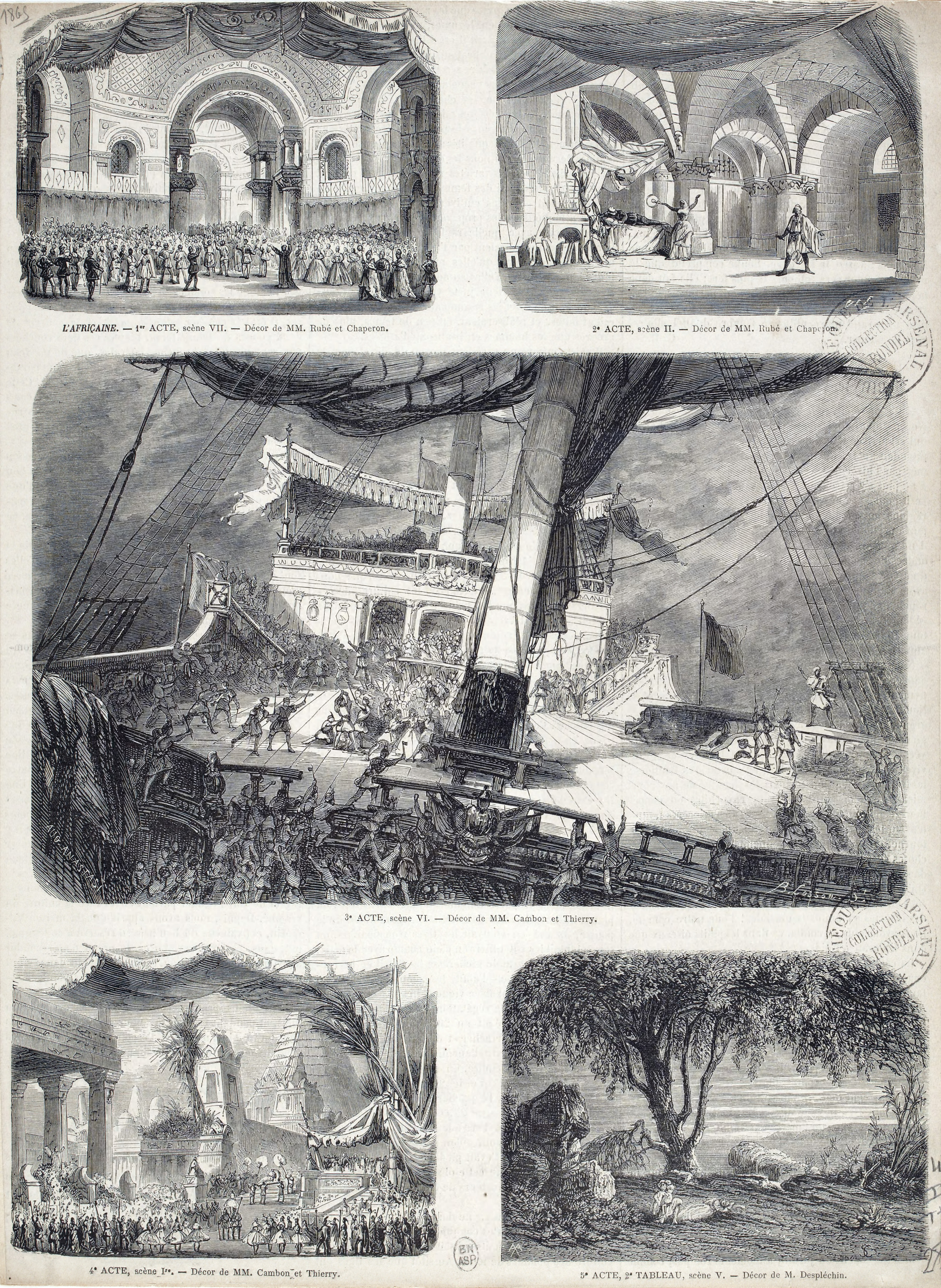
Samtida pressillustrationer från urpremiären.

Plats: Lissabon, till havs och i ett exotiskt nytt land
Tid: sent 1400-tal
Akt 1
Rådskammaren, Lissabon
Den vackra Inès tvingas av fadern, storamiralen Don Diégo, att gifta sig med Don Pédro och inte med sin älskade Vasco de Gama. De Gama som antas ha dött under Bartolomeu Dias expedition, framträder inför Rådskammaren och påstår att han har upptäckt ett nytt land och visar fram Sélika och Nélusko som exemplar på en nyligen upptäckt ras. Hans begäran om en ny expedition avslås vilket får de Gama att attackera Storinkvisitorn som bannlyser honom. De Gama fängslas.
Akt 2
Fängelset
Sélika, som i själva verket är drottning över det nya landet, räddar de Gama (som hon älskar) från att mördas av Nélusko. Inès går med på att gifta sig med Don Pédro om de Gama friges; de Gama som inte inser att Inès har offrat sig märker att hon är svartsjuk på Sélika och han ger henne Sélika och Nélusko som slavar. Don Pédro tillkännager att han är i färd med att ge sig av på en expedition till de nya länder som de Gama upptäckt. Nélusko erbjuder sina tjänster som kapten.
Akt 3
På Don Pédros skepp
Nélusko styr fartyget, men planerar i lönndom att förgöra européerna. Han sjunger en ballad om havsmonstret Adamastor. Nélusko ger order som gör att skeppet kommer styra in i en storm. De Gama har följt efter Don Pédro på ett annat skepp, och ber honom att ändra kurs för att undvika skeppsbrott. Don Pédro vägrar och ser till att han fängslas. Stormen bryter ut. Nélusko och hans män dödar alla ombord och endast de Gama skonas.
Akt 4
Sélikas ö
Sélika möts av en stor hyllningsceremoni och svär att upprätthålla öns lagar, vilket bland annat innebär avrättning av alla främlingar. De Gama tillfångatas av prästerna, som ämnar offra honom. Han förundras över öns skönhet och sjunger operans mest berömda aria "O Paradis!". Sélika räddar honom genom att säga att han är hennes make och tvingar Nélusko att svära på det. De Gama anammar sitt nya liv, men då hör han Inès röst på väg till sin avrättning och han rusar efter för att hitta henne.
Akt 5
Ön
Mötet mellan de Gama och Inès avbryts av Sélika, som känner sig förrådd. När hon inser att de älskar varandra ger hon dem tillåtelse att återvända hem till Europa. Hon ger Nélusko order att föra dem till de Gamas skepp. Därpå begår hon självmord genom att andas in den dofterna av det blommande mancinellaträdet. Nélusko följer henne i döden.